# Gere Mara
Gere Mara (eredeti neve: Gere Mária) (Budapest, 1932. július 20. – Budapest, 2012. április 27.) Balázs Béla-díjas (1981) filmdramaturg, forgatókönyvíró.

## Életpályája
Gere Frigyes és Széll Terézia gyermekeként született. 1958-ban végzett a Színház- és Filmművészeti Főiskola dramaturg–kritikus szakán. 1958-tól öt évig a Híradó- és Dokumentumfilmgyárban dramaturgként dolgozott. 1963-tól a MAFILM Híradó- és Dokumentumfilm-stúdiójában dramaturg volt, majd ugyanott 1973–1987 között stúdióvezető-helyettes és fődramaturg volt. 1987-ben nyugdíjba vonult.

## Magánélete
1961-ben házasságot kötött Fenyves Györggyel. Egy fiuk született: Tamás (1967).

## Filmjei
- Három csillag (1960)
- Az óriás (1960)
- Kilenc perc... (1960)
- Házasságból elégséges (1962)
- Az utolsó vacsora (1962)[1]
- Válás Budapesten (1964)
- Illetlen fotók (1970)
- Leninvárosban fogatok (1974)
- A mi családunk (1974)
- Magányosok klubja (1975)
- A piacere (1976)
- Várostérkép (1977)
- Kilencedik emelet (1977)
- Két elhatározás (1978)
- Koportos (1979)
- Protokoll szerint (1979)
- Endlösung (1984)[2]
- Hazai kikötő (1984)
- A mi iskolánk (1984)
- Negyedik találkozás (1985)
- A víz évtizede (1986)
- Recsk (1988)
- A csalás gyönyöre (1992)
- Változások gyermekei (1996)
- Levelek Perzsiából (1996)
- Szökés
- Eroica
- Mi büszke magyarok
- Útvesztő

## Díjai
- Balázs Béla-díj (1981)
- Filmszemle életműdíja (2004)